# نيل ريان
نيل ريان (بالإنجليزية: Neil Ryan)‏ (27 يناير 1975 بلندن في المملكة المتحدة - ) هو لاعب كرة قدم بريطاني في مركز الوسط. لعب مع ريتشموند كيكرز ونادي ألترينتشام.